# Dave Anthony's Moods
Dave Anthony's Moods era un gruppo musicale soul  e rhythm'n'blues degli anni sessanta.

## Storia dei Dave Anthony's Moods
Nascono nel 1965 a Bournemouth (Dorset) dall'unione di ex musicisti dei Trackmarks (Tim Large alla chitarra, Bob Michaels all'organo e Bill Jacobs al basso) con l'ex cantante dei Dave Anthony & The Rebels Tony Head (alias Dave Anthony), con il batterista John De Vekey e la sezione fiati composta da Pete Sweet (Sax), Graham Livermore (Trombone) e Andy Kirk (Tromba). Nel 1966 Pete Sweet venne brevemente sostituito dal jazzista Bob Downes e nell'aprile dello stesso anno i Dave Anthony's Mood pubblicarono per la Parlophone il loro primo 45 giri, New Directions/Give it a Chance.
Il gruppo si ridusse subito dopo a sette elementi, facendo a meno del sassofonista. Sempre nel 1966, Tony Head abbandonò il gruppo per unirsi più avanti ai Fleur De Lys e venne sostituito alla voce da Roger Peacock, che era stato in precedenza cantante dei Mark Leeman Five e dei Cheynes, assieme a Peter Bardens e Mick Fleetwood.
Dopo essersi trasferiti a Milano nel gennaio del 1967, chiamati dal manager Leo Wätcher, durante l'anno incisero due singoli per l'etichetta milanese Joker: My Baby/Fading Away e la cover di A Whiter Shade of Pale dei Procol Harum, con Talkin' to the Rain come brano sul lato B.
Nel 1968 Bob Michaels venne sostituito da Chris Dennis, futuro membro dei Nomadi e Roger Peacock abbandonò il gruppo per unirsi prima ai The Trip e poi ai Primitives in sostituzione di Mal. Michaels, prima di abbandonare l'Italia e trasferirsi in Svizzera per dedicarsi allo studio e all'esecuzione di musica sacra per organo; formò un gruppo chiamato "Pleasure Machine" con Tony Head (ex-Dave Anthony's Moods) alla voce, Roger Dean (ex-John Mayall's Bluesbreaker) alla chitarra e Gianfranco "Pupo" Longo (ex New Dada) alla batteria.
Dopo aver partecipato ad Un disco per l'estate 1968 accompagnando il cantante Maurizio nel brano Cinque minuti e poi... la band si sciolse, ed i componenti fecero ritorno in patria, non prima di aver brevemente sostituito il batterista John Devekey con un musicista italiano di nome Gualtiero Galassi, di Ravenna. Andy Kirk rimase per un po' in Italia e si aggregò al gruppo italo-canadese dei Chriss & The Stroke. Roger Peacock pubblicò nei primi settanta un singolo.

## Componenti
Tutti i musicisti erano originari di Bournemouth (Dorset, Gran Bretagna).
- Tony Head (Dave Anthony)- voce; sostituito poi da Roger Peacock
- Tim Large - chitarra;
- Bill Jacobs - basso;
- Graham Livermore - trombone;
- Andy Kirk - tromba;
- Pete Sweet - sax; sostituito poi da Bob Downes
- Bob Robert Michaels - organo hammond; sostituito poi da Chris Dennis
- John De Vekey - batteria, sostituito poi per breve tempo da Gualtiero Galassi

## Discografia
45 giri:
- New Directions/Give it a Chance (Parlophone - 1966)
- My Baby/Fading Away (Joker - 1967)
- A Whiter Shade of Pale/Talkin' to the Rain - (Joker - 1967)